# Ilhas Whitsunday
As ilhas Whitsunday são um arquipélago ao largo da costa de Queensland, no nordeste da Austrália, e um dos destinos turísticos mais populares do país. A cada ano, centenas de milhares de turistas visitam este lugar para mergulhar na água azul-turquesa do mar de Coral. A fauna e a flora são património destas ilhas, incluindo mais de 150 espécies de aves. 
A ilha principal tem o mesmo nome que o arquipélago: ilha Whitsunday.
Whitsunday, em inglês, é sinónimo de Pentecostes. A palavra provém do anglo-saxão Hwita Sunnandæg («White Sunday»). As ilhas Whitsunday foram assim chamadas pelo capitão James Cook em junho de 1770. De facto, quando descobriu estas ilhas, pensava ser o dia de Pentecostes, mas hoje sabe-se que não foi assim porque não teve em conta a linha de mudança de data, que à época ainda não existia.
Estas ilhas e o continente próximo foram habitadas pelos aborígenes Ngaro, que viviam principalmente da pesca.
Os britânicos colonizaram-nas a partir de meados do século XIX, e as primeiras construções datam da década de 1880. 
O clima é tropical.